# Taulant Kadrija
Taulant Kadrija (* 18. května 1993) je slovinský fotbalový obránce nebo záložník. Může hrát v záloze nebo na postu stopera (středního obránce).

## Klubová kariéra
Profesionální kariéru začal v roce 2012 jako hráč slovinského klubu ND Gorica, v sezoně 2013/14 hostoval v NK Brda. V říjnu 2014 byl na testech v nizozemském klubu FC Groningen, poté se vrátil do Slovinska.
V roce 2015 posílil bosenský klub FK Radnik Bijeljina.